# Regierung Klement Gottwald II
Die Regierung Klement Gottwald II, geführt vom Ministerpräsidenten Klement Gottwald, war vom 25. Februar bis zum 15. Juni 1948 im Amt. Ihre Amtseinführung, die als der Februarumsturz in die Geschichte einging, markiert die Vollendung der kommunistischen Machtübernahme und die Errichtung der stalinistischen Diktatur in der Tschechoslowakei. Sie folgte der Regierung Klement Gottwald I und wurde ersetzt durch die Regierung Antonín Zápotocký.

## Regierungsbildung, Programm
Als der Innenminister Nosek (KPTsch) einige hohe nichtkommunistische Polizeifunktionäre durch Kommunisten ersetzen wollte, lehnte Premierminister Gottwald eine geplante Regierungsdiskussion über den Missbrauch der Sicherheitskräfte (Polizei, vor allem dann aber die Staatssicherheit) ab. Daraufhin traten am 20. Februar 1948 aus Protest die nichtkommunistischen Regierungsmitglieder zurück, am 25. Februar folgten ihnen zwei Sozialdemokraten. Auf Präsident Beneš wurde Druck ausgeübt, keine vorgezogene Parlamentswahl anzusetzen – von zahlreichen Demonstrationen, massivem Auftritt bewaffneter Volksmilizen und durch einen Generalstreik am 24. Februar 1948. Beneš nahm die Rücktritte schließlich an und erklärte sich damit einverstanden, dass Gottwald die Regierung nach seinen Vorstellungen rekonstruieren würde.
Nach der Parlamentswahl am 30. Mai 1948 konstituierte sich am 15. Juni 1948 die Regierung Antonín Zápotocký.

## Zusammensetzung
- Klement Gottwald: Ministerpräsident
- Viliam Široký: stellvertretender Ministerpräsident
- Antonín Zápotocký: stellvertretender Ministerpräsident
- Bohumil Laušman: stellvertretender Ministerpräsident
- Jan Masaryk: Außenminister (25. Februar–10. März 1948)
- Vladimír Clementis: Außenminister (18. März–15. Juni 1948)
- Ludvík Svoboda: Verteidigungsminister
- Antonín Gregor: Außenhandelsminister
- Václav Nosek: Innenminister
- Jaromír Dolanský: Finanzminister
- Zdeněk Nejedlý: Bildungsminister
- Alexej Čepička: Justizminister
- Václav Kopecký: Informationsminister
- Zdeněk Fierlinger: Industrieminister
- Július Ďuriš: Landwirtschaftsminister
- František Krajčír: Binnenhandelsminister
- Alois Petr: Verkehrsminister
- Evžen Erban: Sozialminister
- Josef Plojhar: Gesundheitsminister
- Emanuel Šlechta: Technikminister
- Ludmila Jankovcová: Ernährungsministerin
- Alois Neuman: Postminister
- Vavro Šrobár: Minister für die Vereinheitlichung der Gesetze
- Vladimír Clementis: Staatssekretär im Außenministerium (25. Februar–18. März 1948)
- Ján Ševčík: Staatssekretär im Verteidigungsministerium

### Parteizugehörigkeit
Formell handelte es sich – wie bei der Regierung Klement Gottwald I – um eine Mehrparteienregierung. Präsident Edvard Beneš, der die Regierung verteidigte, ist dabei jedoch vollständig auf die Vorschläge Gottwalds eingegangen, der außer Kommunisten dann solche Mitglieder anderer Parteien vorschlug, welche mit der kommunistischen Partei sympathisierten. Es waren:
- Sozialdemokraten: Bohumil Laušman, Zdeněk Fierlinger, Evžen Erban, Ludmila Jankovcová
- Volkspartei: Alois Petr, Josef Plojhar
- Volkssozialisten: Alois Neuman, Emanuel Šlechta
- Strana slobody: Vavro Šrobár
- slowakische Demokraten: Ján Ševčík

Ihre Beteiligung an der zweiten Regierung Gottwalds markiert die Entstehung der Blockparteien in der Tschechoslowakei.